# Ian McNuff
Ian T. McNuff (født 10. marts 1957 i London, England) er en engelsk tidligere roer.
McNuff vandt en bronzemedalje for Storbritannien i firer uden styrmand ved OL 1980 i Moskva. De tre øvrige medlemmer af båden var John Beattie, David Townsend og Martin Cross. Den britiske båd kom ind på tredjepladsen i finalen, hvor Østtyskland vandt guld, mens Sovjetunionen tog sølvmedaljerne. Det var det eneste OL han deltog i.
McNuff vandt desuden en VM-bronzemedalje i firer uden styrmand ved VM 1978 i New Zealand.

## OL-medaljer
- 1980:  Bronze i firer uden styrmand